# Triclistus sonani
Triclistus sonani là một loài tò vò trong họ Ichneumonidae.